# جرج کاینوش
جرج کاینوش (انگلیسی: George Kynoch؛ ۲۲ اوت ۱۸۳۴ – ۲۸ فوریه ۱۸۹۱) کارآفرین، سیاست‌مدار، بازرگان و مدیر ارشد اجرایی اسکاتلندی بود، که در سال ۱۸۶۲ شرکت آی‌ام‌آی را تأسیس کرد.